# Hand. Cannot. Erase.
Hand. Cannot. Erase. es el cuarto álbum de estudio en solitario del músico británico Steven Wilson. Fue publicado el 27 de febrero de 2015 bajo Kscope. Está inspirado en la historia de Joyce Carol Vincent y fue ampliamente aclamado por la crítica.

## Grabación
El álbum fue grabado en AIR Studios, Londres, RU. El álbum cuenta con todos los músicos del disco anterior, aunque el protagonismo de Theo Travis se vio reducido por la naturaleza del material. Junto con Wilson, el disco cuenta con Ninet Tayeb en la voz; la música está fuertemente inspirada por The Dreaming, un álbum de Kate Bush.

## Temas y concepto
El álbum está escrito desde una perspectiva femenina y fue inspirado por el documental Dreams of a Life que trata sobre una joven británica llamada Joyce Carol Vincent, quien permaneció muerta en su apartamento por tres años antes de ser descubierta, a pesar de tener familia y amigos. Wilson explica:

"La historia básica, o el concepto de la grabación – es sobre una mujer creciendo, quien va a vivir a la ciudad, muy aislada, y ella desaparece un día y nadie lo nota. Hay más que solo eso. Ahora, lo que es realmente interesante sobre esta historia es que tu reacción inicial cuando escuchas una historia así es, 'Ah, una pobre mujer vieja que es una carga familiar y nadie la nota, a nadie le interesa.' [Vincent] no era [así]. Era joven, era popular, era atractiva, tenía muchos amigos, tenía una familia, pero por cualquiera que sea la razón, nadie la extrañó por tres años."

## Lanzamiento
El disco fue publicado en febrero de 2015 bajo el sello Kscope. Una edición de lujo también estuvo disponible. Wilson y su banda se embarcaron en una gira a través del Reino Unido y Europa en marzo y abril de 2015 como apoyo del álbum, con un listado de canciones que "se basará en el nuevo álbum, por supuesto, igualmente como una retrospectiva al pasado buscando un par de sorpresas."

## Recepción crítica
The Guardian calificó el álbum con cinco estrellas y lo llamó "un inteligente, espiritual e inmersivo trabajo de arte." La revista Eclipsed describió el álbum como "una joya más en la discografía de Steven Wilson. Moderna, perturbante, ¡brillante!" y Metal Hammer le concedió 6/7 estrellas y la describió como "otra obra maestra."
All About Jazz le concedió cinco estrellas y dijo "Como alguien capaz de publicar música accesible que es, al mismo tiempo, detalladamente compuesta y escrita, y, en ocasiones, resueltamente compleja—Wilson no hace absolutamente ninguna concesión en lo que hace." Otra reseña de cinco estrellas apareció en la edición de marzo del 2015 de Record Collector, quien alabó la "Fascinante nostalgia y dolorosa belleza" del álbum.
La revista alemana Visions declaró a Hand. Cannot. Erase. como el "The Wall para la generación de Facebook".

## Lista de canciones
Todas las canciones escritas y compuestas por Steven Wilson.
| N.º   | Título                 | Duración |  |
| 1.    | «First Regret»         | 2:01     |  |
| 2.    | «3 Years Older»        | 10:18    |  |
| 3.    | «Hand Cannot Erase»    | 4:17     |  |
| 4.    | «Perfect Life»         | 4:46     |  |
| 5.    | «Routine»              | 8:58     |  |
| 6.    | «Home Invasion»        | 6:24     |  |
| 7.    | «Regret #9»            | 5:00     |  |
| 8.    | «Transcience»          | 2:43     |  |
| 9.    | «Ancestral»            | 13:30    |  |
| 10.   | «Happy Returns»        | 6:00     |  |
| 11.   | «Ascendant Here On...» | 1:54     |  |
| 65:44 |                        |          |  |

## Listas de popularidad
| Listas (2015)                       | Mayor posición |
| ----------------------------------- | -------------- |
| Austria (Ö3 Austria)                | 12             |
| Bélgica (Ultratop flamenca)         | 26             |
| Bélgica (Ultratop valona)           | 34             |
| Países Bajos (Album Top 100)        | 2              |
| Finlandia (Suomen Virallinen Lista) | 4              |
| Francia (SNEP)                      | 47             |
| Alemania (Media Control Charts)     | 3              |
| Italia (FIMI)                       | 29             |
| Noruega (VG-lista)                  | 11             |
| España (PROMUSICAE)                 | 58             |
| Suecia (Sverigetopplistan)          | 33             |
| Suiza (Schweizer Hitparade)         | 17             |
| UK Albums (OCC)                     | 13             |
| UK Rock Albums (OCC)                | 1              |
| UK Independent Albums (OCC)         | 2              |
| US Billboard 200                    | 39             |

## Premios
Hand. Cannot. Erase. ganó tres premios en los Progressive Music Awards de la revista Prog en 2015: "Mejor disco del año", "Mejor diseño de box set" y "Ruptura comercial".
Fue considerado el álbum del año por Ultimate Guitar y el decimoquinto mejor disco de rock progresivo en los últimos 25 años por The Prog Report.